# Reginald de Durham
Reginald de Durham est un moine bénédictin anglais du XIIe siècle. Il est l'auteur de plusieurs hagiographies.

## Biographie
Les origines de Reginald sont inconnues, mais il pourrait être né à Coldingham. On sait qu'il est moine à la cathédrale de Durham en 1153. Il semble avoir passé un certain temps auprès de l'ermite Godric à Finchale dans les années 1160 et 1170. Il meurt vers 1190.

## Œuvre
Reginald est l'auteur de trois textes de nature hagiographique, consacrés à Godric de Finchale, Cuthbert de Lindisfarne et Oswald de Northumbrie, rédigés dans les années 1160 et 1170. L'abbé Aelred de Rievaulx joue un rôle important dans la rédaction de ces trois textes en encourageant Reginald dans ses travaux et en lui fournissant de la documentation. Ces textes sont rédigés dans un style très caractéristique, verbeux au point d'en devenir parfois incompréhensible, mais ils reflètent également l'attention aux détails de leur auteur.